# 馬庫斯·特倫提烏斯·瓦羅

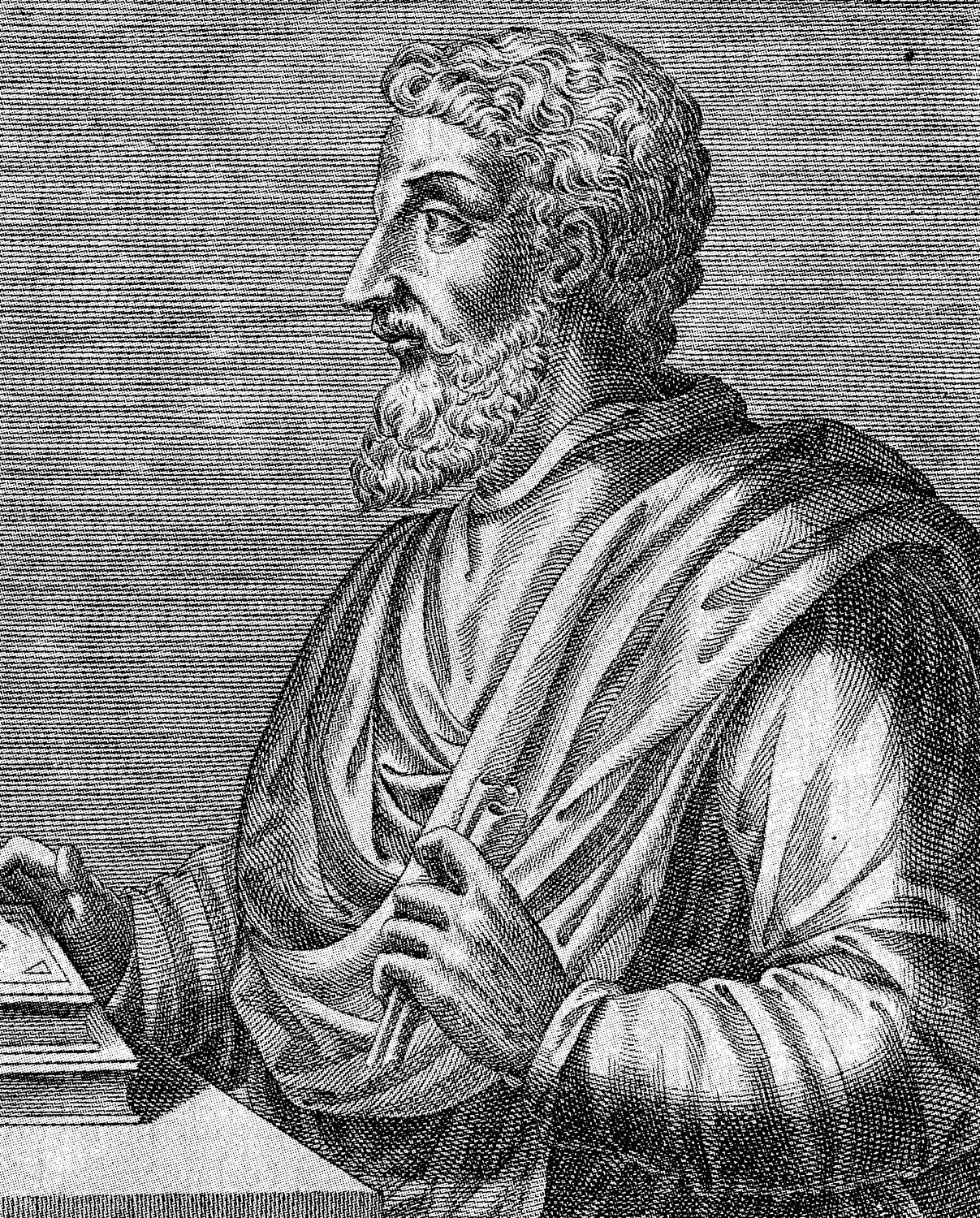
馬庫斯·特倫提烏斯·瓦羅

馬庫斯·特倫提烏斯·瓦羅（Marcus Terentius Varro，前116年—前27年）是古罗马学者和作家，先后写有74部著作，唯一流传到现在的完整作品是晚年的《论农业》，是研究古罗马农业生产的重要著述。
他被认为是古罗马最伟大的学者，并被彼特拉克描述为 "罗马的第三大光明"（继维吉尔和西塞罗之后）。

## 生平
瓦罗出生于瑞埃特（今拉齐奥的列蒂附近），他是一个罗马骑士阶级家庭的孩子，终其一生，他都属于这一阶层。他曾向古罗马文献学家，哲学家卢西乌斯·埃利乌斯·斯蒂洛（Lucius Aelius Stilo Praeconinus）学习，之后曾去雅典向希腊学园的最后一任院长阿什凯隆的安条克学习过。
他进入政界后，成为庞培的支持者，在担任过财务官和市政官之后，他开始担任裁判官，同时，他也和凯撒有着共同的文学爱好和不错的私交。按照凯撒在《内战记》里的记载，瓦罗开始不想偏向于庞培和凯撒的任何一方，但后来被任命为庞培的副将，限于职守随着率领了两个兵团进攻凯撒。但很快发现所在的行省都拥戴凯撒，而手下的一个兵团也倒戈而去，自己的退路也被切断，瓦罗只好把军队和帐目移交给凯撒，自己前往伊庇鲁斯地区，和西塞罗，加图等人一起观望局势。 
法萨卢斯战役战役后，凯撒任命瓦罗管理罗马公共图书馆，整理馆藏的大量神话传说与史料。凯撒死后，马克·安东尼放逐了他，剥夺了他的所有财产。当共和国转变为帝制时，瓦罗获得了奥古斯都的欢心，在他的保护下，瓦罗可以专心从事研究与写作。

## 著作
瓦罗写过大量的著作，在他给《海伯多马底》（hebdomades）写的序言里说，他已然84岁了，写过四百九十卷书。
- 瓦罗年表：瓦罗根据历任执政官的任期，在其中插入无政府时代和僭主时代。虽然里面有些错误，但是仍被广泛接受为是标准的罗马古代年表。这一年表被刻在奥古斯都凯旋门上。
- 《原理九书》（Disciplinarum libri IX，已佚）：瓦罗的百科全书式作品，创立了后世编写博物学著作的范例，影响了后来的老普林尼。在其中，瓦罗把艺术分成九种，即语法、修辞、逻辑、算术、几何、天文、音乐理论、医学和建筑学[4]。从中演化出中世纪教育所强调的“七艺”。
- 《梅尼普斯讽刺集（義大利語：Saturae Menippeae）》。
- 《论农业（德语：De re rustica (Varro)）》：唯一流传下来的书，写于大概八十岁时，是在他卡西诺姆的农庄里完成的，几年之后，他也在此病故。
- 《神俗古事全书》：共41卷。第1卷为前言，2-8卷为人类事物，8-13卷为罗马地理，14-19卷为历史，20-25卷为政府和国家，26-41卷为神的世界，后来几经辗转，由彼特拉克保存。彼特拉克把此书借给了自己的老师，未料到贫困的老师把这本书典当了，并在赎回之前去世，此书就此失传[5]。
- 《拉丁语论》共二十五卷，流传下了不完整的六卷，大约于前45年完成，是献给西塞罗的。

瓦罗多次被西塞罗，普林尼和维吉尔等人赞扬，被认为是“人类中最有学识的人”。彼特拉克也将其与西塞罗和维吉尔并列称颂。

## 延伸阅读
- Cardauns, B. Marcus Terentius Varro: Einführung in sein Werk. Heidelberger Studienhefte zur Altertumswissenschaft. Heidelberg, Germany: C. Winter, 2001.
- d’Alessandro, P. “Varrone e la tradizione metrica antica”. Spudasmata, volume 143. Hildesheim; Zürich; New York: Georg Olms Verlag, 2012.
- Dahlmann, H.M. “Terentius Varro. Paulys Realencyclopädie der classischen Altertumswissenschaft”. Supplement 6, Abretten bis Thunudromon. Edited by Wilhelm Kroll, 1172–1277. Stuttgart: Metzler, 1935.
- Ferriss-Hill, J. “Varro’s Intuition of Cognate Relationships.” Illinois Classical Studies, volume 39, 2014, pp. 81–108.
- Freudenburg, K. "The Afterlife of Varro in Horace's Sermones: Generic Issues in Roman Satire." Generic Interfaces in Latin Literature: Encounters, Interactions and Transformations, edited by Stavros Frangoulidis, De Gruyter, 2013, pp. 297–336.
- Kronenberg, L. Allegories of Farming from Greece and Rome: Philosophical Satire in Xenophon, Varro and Virgil. Cambridge/New York: Cambridge University Press, 2009.
- Nelsestuen, G. Varro the Agronomist: Political Philosophy, Satire, and Agriculture in the Late Republic. Columbus: Ohio State University Press, 2015.
- Richardson, J.S. “The Triumph of Metellus Scipio and the Dramatic Date of Varro, RR 3.” The Classical Quarterly, volume 33, no. 2, 1983, pp. 456–463.
- Taylor, D.J.. Declinatio : A Study of the Linguistic Theory of Marcus Terentius Varro. Amsterdam: John Benjamins Publishing Company, 1974.
- Van Nuffelen, P. “Varro’s Divine Antiquities: Roman Religion as an Image of Truth.” Classical Philology, volume 105, no. 2, 2010, pp. 162–188.